# كويزي متكدس
كويزي متكدس (الاسم العلمي: Cantharellus aggregatus) هو نوع من الفطريات يتبع جنس الكويزي من فصيلة الكويزية.